# Marsdenia pulchella
Marsdenia pulchella är en oleanderväxtart som beskrevs av Handel-mazzetti. Marsdenia pulchella ingår i släktet Marsdenia och familjen oleanderväxter. Inga underarter finns listade i Catalogue of Life.